# Halgurd Mulla Mohammed
Halgurd Mulla Mohammed Taher (Mosul, 11 marzo 1988) è un calciatore iracheno, ala dell'Arbil e della Nazionale irachena.

## Carriera
Ha vinto la Coppa del mondo VIVA 2012 con la Selezione di calcio del Kurdistan, segnando anche 2 reti (una delle quali in finale) nel corso del torneo.
Tra il 2007 ed il 2013 ha invece giocato in totale 7 partite con la nazionale irachena, con la quale nel 2009 ha anche partecipato alla Confederations Cup.